# リアン・サトウ
リアン・リサ・サトウ（Liane Lissa Sato, 1964年9月9日 - ）は、アメリカ合衆国の女子バレーボール選手。カリフォルニア州ロサンゼルス郡サンタモニカ出身。元バレーボールアメリカ合衆国女子代表。日系アメリカ人（四世）。
兄はゲーリー・サトウ、弟はエリック・サトウというバレーボール一家（6人兄弟）。